# Federico Baldeschi Colonna
Federico kardinal Baldeschi Colonna, italijanski rimskokatoliški duhovnik, škof in kardinal, * 2. september 1625, Perugia, † 4. oktober 1691.

## Življenjepis
6. julija 1665 je bil imenovan za naslovnega nadškofa Cezareje v Cappadocie in 15. julija 1665 za apostolskega nuncija v Švici; s slednjega položaja je odstopil marca 1668.
7. maja 1668 je bil imenovan za sekretarja Kongregacije za propagando vere, kar je opravljal do 22. marca 1673, ko je postal uslužbenec Rimske kurije.
12. junija 1673 je bil povzdignjen v kardinala in pectore. 17. decembra 1674 je bil ponovno povzdignjen v kardinala.
28. januarja 1675 je bil ustoličen kot kardinal-duhovnik S. Marcello in 9. aprila 1685 še za S. Anastasia.
4. maja 1675 je bil imenovan za prefekta Zbora Rimske kurije.